# Línea 613 (Interurbanos Madrid)
La línea 613 de la red de autobuses interurbanos de Madrid une el intercambiador de Moncloa con Torrelodones por el Centro Comercial Espacio Torrelodones.

## Características
Fue puesta en servicio el 15 de enero de 2007, con el objetivo de unir la capital con Torrelodones, pasando por el Centro Comercial Espacio Torrelodones y el Área Homogénea Sur.
Circula por el carril Bus-VAO de la A-6 mientras esté abierto.
Siguiendo la numeración de líneas del CRTM, las líneas que circulan por el corredor 6 son aquellas que dan servicio a los municipios situados en torno a la A-6 y comienzan con un 6. Aquellas numeradas dentro de la decena 610 corresponden a aquellas que circulan por Torrelodones.
La línea no mantiene los mismos horarios todo el año, durante el mes de agosto se reducen el número de expediciones los días laborables entre semana (sábados laborables, domingos y festivos tienen los mismos horarios todo el año), además de los días excepcionales vísperas de festivo y festivos de Navidad en los que los horarios también cambian y se reducen.
Está operada por la empresa Avanza Movilidad Integral mediante la concesión administrativa VCM-604 - Madrid – Cercedilla – Hoyo de Manzanares (Viajeros Comunidad de Madrid) del Consorcio Regional de Transportes de Madrid.
1. ↑  «Una nueva línea de autobus unirá Moncloa y el Hospital de Torrelodones». madridiario. 12 de enero de 2007. Consultado el 2 de noviembre de 2023.
2. ↑  «Detalle línea 613». Avanza. Transporte interurbano en Madrid. Consultado el 2 de noviembre de 2023.

## Horarios

### 1 septiembre - 31 julio
| Lunes a viernes laborables | Lunes a viernes laborables | Sábados laborables, domingos y festivos | Sábados laborables, domingos y festivos |
| Madrid > Torrelodones      | Torrelodones > Madrid      | Madrid > Torrelodones                   | Torrelodones > Madrid                   |
| 06:55                      | 06:20                      | 08:05                                   | 10:10                                   |
| 07:20                      | 06:40                      | 10:50                                   | 12:50                                   |
| 07:45                      | 07:05                      | 16:15                                   | 15:45                                   |
| 08:05                      | 07:30                      | 19:15                                   | 18:40                                   |
| 08:30                      | 08:00                      |                                         |                                         |
| 09:00                      | 08:25                      |                                         |                                         |
| 09:30                      | 08:50                      |                                         |                                         |
| 10:00                      | 09:15                      |                                         |                                         |
| 10:55                      | 10:15                      |                                         |                                         |
| 12:05                      | 11:30                      |                                         |                                         |
| 13:15                      | 12:40                      |                                         |                                         |
| 14:00                      | 13:20                      |                                         |                                         |
| 14:25                      | 13:50                      |                                         |                                         |
| 14:40                      | 14:00                      |                                         |                                         |
| 15:10                      | 14:25                      |                                         |                                         |
| 15:20                      | 14:40                      |                                         |                                         |
| 15:35                      | 15:00                      |                                         |                                         |
| 16:45                      | 16:10                      |                                         |                                         |
| 17:55                      | 17:20                      |                                         |                                         |
| 18:05                      | 17:30                      |                                         |                                         |
| 18:40                      | 17:50                      |                                         |                                         |
| 19:05                      | 18:30                      |                                         |                                         |
| 20:10                      | 19:10                      |                                         |                                         |
| 20:50                      | 20:15                      |                                         |                                         |
| 22:00                      | 21:25                      |                                         |                                         |

### 1 - 31 agosto
| Lunes a viernes laborables | Lunes a viernes laborables | Sábados laborables, domingos y festivos | Sábados laborables, domingos y festivos |
| Madrid > Torrelodones      | Torrelodones > Madrid      | Madrid > Torrelodones                   | Torrelodones > Madrid                   |
| 06:55                      | 06:20                      | 08:05                                   | 10:10                                   |
| 07:15                      | 06:40                      | 10:50                                   | 12:50                                   |
| 07:45                      | 07:05                      | 16:15                                   | 15:45                                   |
| 08:10                      | 07:30                      | 19:15                                   | 18:40                                   |
| 08:35                      | 07:50                      |                                         |                                         |
| 09:00                      | 08:25                      |                                         |                                         |
| 09:25                      | 08:50                      |                                         |                                         |
| 09:50                      | 09:15                      |                                         |                                         |
| 10:45                      | 10:10                      |                                         |                                         |
| 11:55                      | 11:20                      |                                         |                                         |
| 13:20                      | 12:45                      |                                         |                                         |
| 14:30                      | 13:55                      |                                         |                                         |
| 15:35                      | 15:05                      |                                         |                                         |
| 16:45                      | 16:10                      |                                         |                                         |
| 17:55                      | 17:20                      |                                         |                                         |
| 19:05                      | 18:30                      |                                         |                                         |
| 20:50                      | 20:15                      |                                         |                                         |
| 22:00                      | 21:25                      |                                         |                                         |

1. 1 2 3 4 5 6 7 8 9 10 11 12 13 14 15 16 17 18  Por carril bus-VAO de la A-6.

## Recorrido y paradas

### Sentido Torrelodones
| Código | Parada                                     | Común con                             | Conexiones con Metro y Cercanías | Municipio    | Zona |
| ------ | ------------------------------------------ | ------------------------------------- | -------------------------------- | ------------ | ---- |
| 17480  | Intercambiador de Moncloa (dársena 28)     | Autobuses interurbanos del Corredor 6 | Moncloa                          | Madrid       |      |
| 11958  | Apeadero - Est. Las Matas                  | 611 611A 625 633 685 686 686A 2       | Las Matas                        | Las Rozas    |      |
| 11960  | Ctra. A-6 - Urb. Encinar de las Rozas      | 611 611A 685 686 686A 2               |                                  | Las Rozas    |      |
| 20034  | Pza. Abasto - C.C. Espacio Torrelodones    |                                       |                                  | Torrelodones |      |
| 13142  | Av. Castillo Olivares - Hotel              | 612 686 686A 1                        |                                  | Torrelodones |      |
| 06032  | Camino Valladolid - P.º Joaquín R. Jiménez | 611 612 631 635 685 1 4 5             |                                  | Torrelodones |      |
| 20036  | Huertos - Camino Valladolid                |                                       |                                  | Torrelodones |      |
| 21103  | Paraje de Tomás Romera                     |                                       |                                  | Torrelodones |      |

### Sentido Madrid (Moncloa)
NOTA: Las paradas sombreadas en azul se realizan cuando circula por el lateral de la A-6.
| Código | Parada                                     | Común con                             | Conexiones con Metro y Cercanías | Municipio    | Zona |
| ------ | ------------------------------------------ | ------------------------------------- | -------------------------------- | ------------ | ---- |
| 21104  | Paraje de Tomás Romera                     |                                       |                                  | Torrelodones |      |
| 06096  | Huertos - Camino Valladolid                | 610 611 612 685                       |                                  | Torrelodones |      |
| 08413  | Camino Valladolid - P.º Joaquín R. Jiménez | 611 612 685 1 4 5                     |                                  | Torrelodones |      |
| 13142  | Av. Castillo Olivares - Hotel              | 612 686 686A 1                        |                                  | Torrelodones |      |
| 17244  | Pza. Abasto - C.C. Espacio Torrelodones    | 611 611A 612 633 685 686 686A 1       |                                  | Torrelodones |      |
| 11961  | Ctra. A-6 - Urb. Encinar de las Rozas      | 611 611A 685 686 686A 2               |                                  | Las Rozas    |      |
| 11959  | Ctra. Coruña - Est. Las Matas              | 611 611A 625 633 685 686 686A 2       | Las Matas                        | Las Rozas    |      |
| 23     | Estadística - Geografía e Historia         | Autobuses interurbanos del Corredor 6 |                                  | Madrid       |      |
| 1333   | Escuela Agronómica                         | Autobuses interurbanos del Corredor 6 |                                  | Madrid       |      |
| 17480  | Intercambiador de Moncloa (dársena 28)     | Autobuses interurbanos del Corredor 6 | Moncloa                          | Madrid       |      |

## Galería de imágenes

Mapa de la distribución de dársenas del intercambiador de Moncloa con la distribución de cabeceras de las líneas de autobuses, entre las que aparece la línea 613.